# Passaporto portoghese
Il passaporto portoghese (passaporte português) è un documento di identità rilasciato ai propri cittadini dalla Repubblica Portoghese per i loro viaggi fuori dall'Unione europea e dallo Spazio economico europeo.
Vale come prova del possesso della cittadinanza portoghese ed è necessario per richiedere assistenza e protezione presso le ambasciate portoghesi nel mondo.

## Caratteristiche
Il passaporto portoghese rispetta le caratteristiche dei passaporti dell'Unione europea con la copertina di colore rosso borgogna ma con una disposizione grafica diversa.
Lo stemma nazionale anziché centro della copertina come d'uso è collocato in alto a sinistra con a destra, in sequenza dall'alto al basso le parole: "UNIÃO EUROPEIA", "PORTUGAL" e "PASSAPORTE". In basso a sinistra il simbolo del passaporto biometrico (e-passport)   con sopra le dodici stelle dorate in circolo, simbolo dell'Unione europea.